# MLP Corporate University
Die MLP Corporate University (CU) ist eine unternehmenseigene Akademie für Handelsvertreter der MLP Finanzberatung SE in Wiesloch. Sie wurde im Jahr 1999 gegründet.
An der CU lehren etwa 170 interne und externe Dozenten an rund 22.000 Teilnehmertagen pro Jahr. Am Campus Wiesloch verfügt sie über 25 Schulungsräume sowie einen Hörsaal.
Sie bietet den MLP Handelsvertretern ein breites Weiterbildungsangebot mit individuellen Lernpfaden. Darüber hinaus können an der CU universitär anschlussfähige Abschlüsse absolviert werden.
Seit 2021 bietet die CU über die MLP School of Financial Education (SoFE) Bildungsangebote für externe Teilnehmer wie Unternehmer, Mediziner, Experten aus der Finanzdienstleistungsbranche und Firmen/Arbeitgeber (für deren Mitarbeiter) an.

## Zertifizierungen und Akkreditierungen
Die CU verfügt derzeit über drei Zertifizierungen und Akkreditierungen.

### Zertifizierung durch die FIBAA
Im Jahr 2012 wurde die CU erstmals durch die Foundation for International Business Administration Accreditation (FIBAA) zertifiziert, damals als Corporate Learning Unit. 2019 erfolgte die Vergabe des internationalen Zertifizierungssiegels der FIBAA für fünf Abschlüsse der CU, was der Zertifizierung von Weiterbildungskursen an Hochschulen entspricht.
Aufgrund der FIBAA-Zertifizierung lassen sich Weiterbildungsinhalte der CU auch in Bachelor- und Master-Studiengängen anerkennen.

### Akkreditierung durch EFMD-CLIP
Seit 2007 verfügt die CU über das Gütesiegel der European Foundation of Management Development (EFMD). Diese Akkreditierung zeichnet derzeit 21 Unternehmenshochschulen und Akademien in Europa aus, die im gegenseitigen Austausch an der kontinuierlichen Verbesserung ihres Lernangebots arbeiten.

### Akkreditierung durch das FPSB
Seit 2012 ist die CU durch das Financial Planning Standards Board Deutschland e. V. (FPSB) zur Qualifizierung zum Certified Financial Planner® (CFP), dem höchsten international anerkannten Standard für Finanzberater, akkreditiert.

## Bildungsangebote
MLP Corporate University
An der CU können sich MLP Handelsvertreter ihren Lernpfad individuell aus einem modularen Bildungsangebot zusammenstellen. Es stehen mehr als 300 Lerneinheiten von Web-based Trainings über Webinare bis hin zu zahlreichen Präsenzveranstaltungen in den Geschäftsstellen und der Zentrale in Wiesloch zur Verfügung.
Auch ein akademisches Studium können Handelsvertreter berufsbegleitend an der CU absolvieren: Einen Master „Financial Planning and Management“ (M. Sc.) hat MLP gemeinsam mit der Steinbeis School of Management and Innovation eingeführt.
Zudem können MLP Berater einen Bachelor of Arts im Studiengang „Finanzberatung für Unternehmen und Privatkunden“ absolvieren. Dazu kooperiert die CU mit der BZB Berlin-Zweibrücken Business-School, die das Studium im Auftrag der Hochschule Kaiserslautern organisiert. Studieninhalte, die an der CU besucht wurden, werden angerechnet.
MLP School of Financial Education
Die SoFE bietet praxisorientierte Finanzbildung für Unternehmer, Mediziner, Experten aus der Finanzdienstleistungsbranche und Firmen/Arbeitgeber (für deren Mitarbeiter). Es werden für alle Bereiche der finanziellen Bildung (z. B. Kapitalmarkt, Gesundheit, Vorsorge, Unternehmensfinanzen) bedarfsgerechte Angebote gemacht, zudem können die Inhalte nach Eingangsniveau der Vorbildung gewählt werden. Ziel der SoFE es, die Teilnehmer dabei zu unterstützen, sich in allen Bereichen der finanziellen Bildung weiterzuentwickeln und damit einen Beitrag zur Steigerung der Finanzbildung in Deutschland zu leisten. Die SoFE kooperiert mit weiteren Bildungsträgern wie der FATALE University und BG3000.